# Ed Pastor
Edward L. "Ed" Pastor, född 28 juni 1943 i Claypool i Gila County i Arizona, död 27 november 2018 i Phoenix i Arizona, var en amerikansk demokratisk politiker. Han var ledamot av USA:s representanthus från delstaten Arizona 1991-2015.
Pastor studerade vid Arizona State University i Tempe. Han avlade 1966 kandidatexamen i kemi och 1974 juristexamen.
Kongressledamoten Mo Udall avgick 1991. Pastor vann fyllnadsvalet för att efterträda Udall i representanthuset. Han omvaldes elva gånger.
Pastor var katolik. Han förespråkade kvinnans rätt till abort. Pastor och hustrun Verma Mendez hade två döttrar, Yvonne och Laura.